# Persone di nome Lisa
| Questa pagina contiene informazioni ricavate automaticamente dalle voci biografiche con l'ausilio del template Bio e di un bot. L'aggiornamento è periodico e automatico e ricostruisce completamente la pagina. Se manca una persona in questa lista, sei pregato di non aggiungerla, ma accertati piuttosto che la sua voce biografica contenga il template Bio e che i dati anagrafici siano correttamente compilati. Se il template Bio manca, inseriscilo tu stesso o, in alternativa, metti l'avviso {{tmp\|Bio}} che ne segnala la mancanza. Se i dati riportati sono sbagliati, correggi direttamente la voce biografica; le modifiche saranno visibili in questa lista entro pochi giorni. Per chiarimenti vedi il progetto antroponimi. La lista contiene solo le 244 persone che sono citate nell'enciclopedia e per le quali è stato implementato correttamente il template Bio. Pagina aggiornata al 22 lug 2025. |

Questa è una lista di persone presenti nell'enciclopedia che hanno il nome Lisa, suddivise per attività principale.

## Allenatrici di pallacanestro(1)
- Lisa Bluder, allenatrice di pallacanestro statunitense (Appleton, n. 1961)

## Allenatrici di tennis(1)
- Lisa Raymond, allenatrice di tennis e ex tennista statunitense (Norristown, n. 1973)

## Ammiragli(1)
- Lisa Franchetti, ammiraglio statunitense (Rochester, n. 1964)

## Arciere(2)
- Lisa Barbelin, arciera francese (n. 2000)
- Lisa Unruh, arciera tedesca (Berlino, n. 1988)

## Astiste(1)
- Lisa Gunnarsson, astista svedese (Stoccolma, n. 1999)

## Astronaute(1)
- Lisa Nowak, ex astronauta statunitense (Washington, n. 1963)

## Astronome(1)
- Lisa Kaltenegger, astronoma e fisica austriaca (Kuchl, n. 1977)

## Atlete paralimpiche(3)
- Lisa Adams, atleta paralimpica neozelandese (n. 1999)
- Lisa Franks, ex atleta paralimpica e cestista canadese (Moose Jaw, n. 1982)
- Lisa Llorens, ex atleta paralimpica australiana (Canberra, n. 1978)

## Attrici pornografiche(3)
- Lisa Ann, ex attrice pornografica e conduttrice radiofonica statunitense (Easton, n. 1972)
- Lisa De Leeuw, attrice pornografica statunitense (Moline, n. 1958 - † 1993)
- Lisa Sparxxx, ex attrice pornografica statunitense (Bowling Green, n. 1977)

## Attrici teatrali(1)
- Lisa Vroman, attrice teatrale e soprano statunitense (n. 1956)

## Autrici di giochi(1)
- Lisa Stevens, autrice di giochi statunitense

## Avvocate(1)
- Lisa Scottoline, avvocato e scrittrice statunitense (Filadelfia, n. 1955)

## Biatlete(2)
- Lisa Hauser, biatleta austriaca (Kitzbühel, n. 1993)
- Lisa Vittozzi, biatleta italiana (Pieve di Cadore, n. 1995)

## Bobbiste(1)
- Lisa Sophie Gericke, bobbista e ex pattinatrice di velocità su ghiaccio tedesca (Brandeburgo sulla Havel, n. 1995)

## Calciatrici(16)
- Lisa Alborghetti, ex calciatrice italiana (Alzano Lombardo, n. 1993)
- Lisa Boattin, calciatrice italiana (Portogruaro, n. 1997)
- Lisa Dahlkvist, calciatrice svedese (Järfälla, n. 1987)
- Lisa De Vanna, calciatrice australiana (Perth, n. 1984)
- Lisa Ek, ex calciatrice svedese (n. 1982)
- Lisa Erba, calciatrice italiana (Milano, n. 1993)
- Lisa Evans, calciatrice scozzese (Perth, n. 1992)
- Lisa Faccioli, calciatrice italiana (Legnago, n. 1992)
- Lisa Galvan, calciatrice e ex giocatrice di calcio a 5 italiana (Cologna Veneta, n. 1990)
- Lisa Hurtig, ex calciatrice svedese (Delsbo, n. 1987)
- Lisa Klostermann, ex calciatrice tedesca (Herdecke, n. 1999)
- Lisa Kolb, calciatrice austriaca (n. 2001)
- Lisa Makas, ex calciatrice austriaca (Mödling, n. 1992)
- Lisa Fjeldstad Naalsund, calciatrice norvegese (Bergen, n. 1995)
- Lisa Schmitz, calciatrice tedesca (Bielefeld, n. 1994)
- Lisa Weiß, ex calciatrice tedesca (Düsseldorf, n. 1987)

## Canoiste(2)
- Lisa Carrington, canoista neozelandese (Tauranga, n. 1989)
- Lisa Oldenhof, canoista australiana (Perth, n. 1980)

## Canottiere(3)
- Lisa Bertini, ex canottiera italiana (Pisa, n. 1972)
- Lisa Roman, canottiera canadese (Surrey, n. 1989)
- Lisa Schmidla, canottiera tedesca (Krefeld, n. 1991)

## Cantanti(18)
- Lisa Ajax, cantante svedese (Järfälla, n. 1998)
- Lisa Andreas, cantante inglese (Kent, n. 1987)
- Lisa Angelle, cantante e compositrice statunitense (New Orleans, n. 1965)
- Lisa del Bo, cantante belga (Bilzen, n. 1961)
- Lisa Brokop, cantante canadese (Surrey, n. 1973)
- Lisa Gerrard, cantante, musicista e compositrice australiana (Melbourne, n. 1961)
- Lisa Hunt, cantante e compositrice statunitense (New York, n. 1967)
- Lisa Lambe, cantante e attrice irlandese (Dublino, n. 1983)
- Lisa LeBlanc, cantante canadese (Rosaireville, n. 1990)
- Lisa Lois, cantante olandese (Wageningen, n. 1987)
- Moonica Mac, cantante svedese (Dalarna, n. 1990)
- Lisa Miskovsky, cantante e musicista svedese (Umeå, n. 1975)
- Lisa Mitchell, cantante e cantautrice australiana (Canterbury, n. 1990)
- Lisa Nilsson, cantante svedese (Tyresö, n. 1970)
- Lisa Ono, cantante e chitarrista brasiliana (San Paolo, n. 1962)
- Lisa Scott-Lee, cantante britannica (n. 1975)
- Lisa Stansfield, cantante britannica (Heywood, n. 1966)
- Lisa Stokke, cantante e attrice norvegese (Tromsø, n. 1975)

## Cantautrici(6)
- Dalbello, cantautrice e polistrumentista canadese (Toronto, n. 1959)
- Lisa Ekdahl, cantautrice e musicista svedese (Hägersten, n. 1971)
- Lisa Fischer, cantautrice, produttrice discografica e musicista statunitense (New York, n. 1958)
- Lisa Germano, cantautrice e polistrumentista statunitense (Mishawaka, Indiana, n. 1958)
- Lisa Loeb, cantautrice, attrice e conduttore televisivo statunitense (Bethesda, n. 1968)
- Lisa Marie Presley, cantautrice statunitense (Memphis, n. 1968 - Los Angeles, † 2023)

## Cestiste(10)
- Lisa Berkani, cestista francese (Beaumont, n. 1997)
- Lisa Harrison, ex cestista e allenatrice di pallacanestro statunitense (Louisville, n. 1971)
- Lisa Ingram, ex cestista statunitense (Fort Lauderdale, n. 1964)
- Lisa Karčić, ex cestista statunitense (New Hyde Park, n. 1986)
- Lisa Koop, cestista tedesca (Marburgo, n. 1985)
- Lisa Leslie, ex cestista statunitense (Gardena, n. 1972)
- Lisa Long, ex cestista statunitense
- Lisa Thomaidis, ex cestista e allenatrice di pallacanestro canadese (Dundas, n. 1972)
- Lisa Wallbutton, ex cestista neozelandese (Henderson, n. 1986)
- Lisa Willis, ex cestista e allenatrice di pallacanestro statunitense (Long Beach, n. 1984)

## Cicliste su strada(4)
- Lisa Brennauer, ex ciclista su strada e pistard tedesca (Kempten, n. 1988)
- Lisa Klein, ciclista su strada e pistard tedesca (Saarbrücken, n. 1996)
- Lisa Morzenti, ex ciclista su strada italiana (Seriate, n. 1998)
- Lisa van Belle, ciclista su strada e pistard olandese (Zoetermeer, n. 2004)

## Compositrici(2)
- Lisa Lambert, compositrice, paroliera e attrice canadese (Washington, n. 1962)
- Lisa Streich, compositrice svedese (Norra Råda, n. 1985)

## Critiche cinematografiche(1)
- Lisa Schwarzbaum, critica cinematografica e critica musicale statunitense (Queens, n. 1952)

## Dirigenti d'azienda(1)
- Lisa Su, dirigente d'azienda e ingegnere elettrico taiwanese (Tainan, n. 1969)

## Fisiche(1)
- Lisa Randall, fisica statunitense (New York, n. 1962)

## Fondiste(2)
- Lisa Larsen, ex fondista svedese (n. 1990)
- Lisa Morandini, ex fondista italiana (Cavalese, n. 1989)

## Fumettiste(1)
- Lisa Hanawalt, fumettista, illustratrice e produttrice televisiva statunitense (Palo Alto, n. 1983)

## Giavellottiste(1)
- Lisa Gelius, giavellottista, ostacolista e velocista tedesca (Monaco di Baviera, n. 1909 - Kreuth, † 2006)

## Ginnaste(1)
- Lisa Vaelen, ginnasta belga (Bonheiden, n. 2004)

## Giornaliste(4)
- Lisa Bernardini, giornalista italiana (n. 1970)
- Lisa Marzoli, giornalista, autrice televisiva e conduttrice televisiva italiana (Ortona, n. 1979)
- Lisa Sergio, giornalista e scrittrice italiana (Firenze, n. 1905 - Washington, † 1989)
- Lisa Tormena, giornalista e regista italiana (Aviano, n. 1980)

## Hockeiste su ghiaccio(1)
- Lisa Chesson, hockeista su ghiaccio statunitense (Plainfield, n. 1985)

## Maratonete(1)
- Lisa Martin, ex maratoneta australiana (Gawler, n. 1960)

## Martelliste(1)
- Lisa Misipeka, ex martellista, pesista e discobola samoana americana (n. 1975)

## Matematiche(2)
- Lisa Piccirillo, matematica statunitense (Greenwood)
- Lisa Sauermann, matematica tedesca (Dresda, n. 1992)

## Mezzofondiste(1)
- Lisa Dobriskey, mezzofondista britannica (Ashford, n. 1983)

## Modelle(6)
- Lisa D'Amato, modella, artista e personaggio televisivo statunitense (Los Angeles, n. 1981)
- Lisa Fonssagrives, supermodella svedese (Göteborg, n. 1911 - New York, † 1992)
- Lisa Franzen, modella russa (Kazan', n. 1989)
- Lisa Hanna, modella, attrice e conduttrice televisiva giamaicana (Biddeford, n. 1975)
- Lisa Lyon, modella, attrice e culturista statunitense (Los Angeles, n. 1953 - Westlake Village, † 2023)
- Lisa Seiffert, modella australiana (Queensland, n. 1982)

## Musiciste(2)
- Lisa Hannigan, musicista e cantante irlandese (Dunshaughlin, n. 1981)
- Lisa Herman, musicista e cantante statunitense (n. 1954)

## Neuroscienziate(1)
- Lisa Genova, neuroscienziata e scrittrice statunitense (Waltham, n. 1970)

## Nobildonne(1)
- Lisa Gherardini, nobildonna italiana (Firenze, n. 1479 - Firenze, † 1542)

## Nuotatrici(6)
- Lisa Angiolini, nuotatrice italiana (Poggibonsi, n. 1995)
- Lisa Fissneider, ex nuotatrice italiana (Bolzano, n. 1994)
- Lisa Mamié, nuotatrice svizzera (n. 1998)
- Lisa Pou, nuotatrice francese (Fréjus, n. 1999)
- Lisa Vitting, nuotatrice tedesca (Moers, n. 1991)
- Lisa Zaiser, ex nuotatrice austriaca (Spittal an der Drau, n. 1994)

## Pallavoliste(3)
- Lisa Henning, pallavolista statunitense (Kansas City, n. 1992)
- Lisa Thomsen, ex pallavolista tedesca (Aquisgrana, n. 1985)
- Lisa Zecchin, pallavolista italiana (Padova, n. 1992)

## Pedagogiste(1)
- Lisa Davanzo, pedagogista e poetessa italiana (Musile di Piave, n. 1917 - San Donà di Piave, † 2006)

## Pianiste(1)
- Lisa Moore, pianista australiana (Canberra, n. 1960)

## Pistard(1)
- Lisa Gatto, ex pistard e ciclista su strada italiana (Montebelluna, n. 1982)

## Politiche(7)
- Lisa Blunt Rochester, politica statunitense (Filadelfia, n. 1962)
- Lisa P. Jackson, politica e ingegnere statunitense (Filadelfia, n. 1962)
- Lisa McClain, politica statunitense (Stockbridge, n. 1966)
- Lisa Monaco, politica e giurista statunitense (Boston, n. 1968)
- Lisa Murkowski, politica e avvocato statunitense (Ketchikan, n. 1957)
- Lisa Noja, politica italiana (Palermo, n. 1974)
- Lisa Scaffidi, politica australiana (Perth, n. 1960)

## Poliziotte(1)
- Lisa McVey, poliziotta statunitense (Tampa, n. 1967)

## Produttrici cinematografiche(1)
- Lisa Weinstein, produttrice cinematografica, ballerina e regista teatrale statunitense (Queens)

## Rapper(1)
- Lisa Lopes, rapper, cantante e compositrice statunitense (Filadelfia, n. 1971 - La Ceiba, † 2002)

## Registe(3)
- Lisa Azuelos, regista e sceneggiatrice francese (Neuilly-sur-Seine, n. 1965)
- Lisa Cholodenko, regista e sceneggiatrice statunitense (Los Angeles, n. 1964)
- Lisa Joy, regista, sceneggiatrice e produttrice televisiva statunitense (New Jersey, n. 1977)

## Saltatrici con gli sci(2)
- Lisa Demetz, ex saltatrice con gli sci italiana (Bolzano, n. 1989)
- Lisa Eder, saltatrice con gli sci austriaca (Sankt Johann in Tirol, n. 2001)

## Sceneggiatrici(3)
- Lisa Langseth, sceneggiatrice e regista svedese (Stoccolma, n. 1975)
- Lisa McGee, sceneggiatrice nordirlandese (Derry, n. 1979)
- Lisa Nur Sultan, sceneggiatrice e drammaturga italiana (n. 1980)

## Scialpiniste(1)
- Lisa Moreschini, scialpinista, ex combinatista nordica e ex saltatrice con gli sci italiana (Cles, n. 2001)

## Sciatrici alpine(10)
- Lisa Magdalena Agerer, ex sciatrice alpina italiana (Zams, n. 1991)
- Lisa Blomqvist, ex sciatrice alpina svedese (n. 1994)
- Lisa Bremseth, ex sciatrice alpina norvegese (n. 1979)
- Lisa Ekström, ex sciatrice alpina svedese (n. 2003)
- Lisa Grill, sciatrice alpina austriaca (n. 2000)
- Lisa Hörhager, sciatrice alpina austriaca (n. 2001)
- Lisa Nyberg, sciatrice alpina svedese (n. 2002)
- Lisa Resch, sciatrice alpina tedesca (Garmisch, n. 1908 - Garmisch-Partenkirchen, † 1949)
- Lisa Seebacher, sciatrice alpina tedesca (n. 2005)
- Lisa Wilcox, ex sciatrice alpina statunitense (n. 1964)

## Scrittrici(10)
- Lisa Brennan-Jobs, scrittrice statunitense (Portland, n. 1978)
- Lisa Ginzburg, scrittrice e traduttrice italiana (Firenze, n. 1966)
- Lisa Kleypas, scrittrice statunitense (Temple, n. 1964)
- Lisa Lutz, scrittrice statunitense (contea di San Bernardino, n. 1970)
- Lisa McInerney, scrittrice e blogger irlandese (Galway, n. 1981)
- Lisa Morpurgo, scrittrice, astrologa e traduttrice italiana (Soncino, n. 1923 - Milano, † 1998)
- Lisa Morton, scrittrice e sceneggiatrice statunitense (Pasadena, n. 1958)
- Lisa See, scrittrice statunitense (Parigi, n. 1955)
- Lisa Tetzner, scrittrice, curatrice editoriale e docente tedesca (Zittau, n. 1894 - Lugano, † 1963)
- Lisa Tuttle, scrittrice statunitense (Houston, n. 1952)

## Scrittrici di fantascienza(1)
- Lisa Gardner, scrittrice di fantascienza statunitense (Hillsboro, n. 1972)

## Showgirl(1)
- Lisa Fusco, showgirl, personaggio televisivo e cantante italiana (Napoli, n. 1978)

## Slittiniste(1)
- Lisa Schulte, slittinista austriaca (n. 2000)

## Soprani(1)
- Lisa Della Casa, soprano svizzero (Burgdorf, n. 1919 - Münsterlingen, † 2012)

## Storiche(1)
- Lisa Jardine, storica e scrittrice britannica (Oxford, n. 1944 - Londra, † 2015)

## Tastieriste(1)
- Lisa Coleman, tastierista e compositrice statunitense (Los Angeles, n. 1960)

## Tenniste(5)
- Lisa Bonder, ex tennista statunitense (Columbus, n. 1965)
- Lisa Mays, tennista australiana (Sydney, n. 2000)
- Lisa McShea, ex tennista australiana (Redcliffe, n. 1974)
- Lisa Pigato, tennista italiana (Bergamo, n. 2003)
- Lisa Sabino, tennista svizzera (Mendrisio, n. 1986)

## Triatlete(1)
- Lisa Nordén, triatleta svedese (Kristianstad, n. 1984)

## Tuffatrici(1)
- Lisa Regnell, tuffatrice svedese (Stoccolma, n. 1887 - Enskede, † 1979)

## Veliste(2)
- Lisa Darmanin, velista australiana (n. 1991)
- Lisa Westerhof, velista olandese (De Bilt, n. 1981)

## Velociste(1)
- Lisa Mayer, velocista tedesca (Gießen, n. 1996)

## Violiniste(1)
- Lisa Batiashvili, violinista georgiana (Tbilisi, n. 1979)

## Wrestler(2)
- Ivory, ex wrestler statunitense (Inglewood, n. 1961)
- Victoria, ex wrestler e ex culturista statunitense (San Bernardino, n. 1971)

## Senza attività specificata(2)
- Lisa Hirner, combinatista nordica e ex saltatrice con gli sci austriaca (Leoben, n. 2003)
- Lisa Zimmermann, ex sciatrice freestyle tedesca (Norimberga, n. 1996)